# Kerlon de Souza
Kerlon Moura de Souza (Ipatinga, 27 de janeiro de 1988) é um ex-futebolista brasileiro que atuava como meia ou atacante.

## Carreira

### Cruzeiro
Com apenas dezoito anos, foi o destaque das bases do Cruzeiro Esporte Clube e apelidado de Foquinha, por ter inventado o Drible da foca, que consiste em driblar os adversários carregando a bola com a cabeça.
Entrou na equipe mirim do Cruzeiro em meados de 2001, fazendo sua estreia no time profissional, em maio de 2005, na partida contra o Baraúnas pela Copa do Brasil, no Mineirão.
Seu drible gerou polêmica no clássico entre Cruzeiro x Atlético-MG, em 2007, quando Kerlon foi derrubado por Coelho, desencadeando confusão no Mineirão.
Ao todo, foram 44 jogos com a camisa celeste e apenas um gol marcado. Depois de ter ficado cerca de dez meses afastado dos gramados por causa de uma grave lesão no joelho esquerdo, Kerlon foi vendido pelo Cruzeiro por 1,3 milhão de euros em agosto de 2008 ao empresário italiano Mino Raiola.

### Chievo e Internazionale
Após uma temporada pelo clube da cidade de Verona, o Chievo, da Itália, foi contratado por outro clube italiano, agora da cidade de Milão, a Internazionale de Milão, com contrato de três anos.
Para ter mais chances de jogar, o técnico José Mourinho recomendou que o "Foquinha" aceitasse ser emprestado.

### Ajax
No início da temporada 2009/2010, foi emprestado ao Ajax, de Amsterdã. Em uma de suas primeiras partidas pelo Ajax, Kerlon sofreu uma grave lesão no joelho esquerdo (ligamento anterior cruzado), e ficou afastado dos gramados por vários meses, não disputando sequer uma partida pela Eredivisie.

### Retorno a Internazionale
Em julho de 2010, retornou à Internazionale e foi reintegrado ao elenco principal.

### Paraná
No dia 24 de janeiro de 2011 foi emprestado ao Paraná, porém em junho pediu dispensa por não ter recuperado a condição física. No Paraná foi utilizado apenas em quatro partidas, sem nunca jogar os 90 minutos completos.

### Nacional
Em julho de 2011, Kerlon acertou por empréstimo de um ano com o Nacional Esporte Clube Ltda.. No clube, em cerca de um ano, atuou por apenas 15 minutos.

### Fujieda MYFC
Em agosto de 2012, sem ter mais vínculo com a Internazionale, assinou com o Fujieda MYFC, time semiamador da terceira divisão japonesa.
Em sua primeira temporada no Fujieda, em pouco mais de três meses, livrou o time do rebaixamento e o deixou no meio da tabela, na 11º posição, e também marcou três gols e deu seis assistências. Assim, renovou o seu vínculo por mais uma temporada.
Foi dispensado da equipe em janeiro de 2014.

### Atlanta Silverbacks
Meses depois, realizou testes no Atlanta Silverbacks, dos Estados Unidos.

### Miami Dade
No dia 17 de março de 2015, Kerlon acertou com o Miami Dade FC dos Estados Unidos.

### Villa Nova
Em janeiro de 2016, acertou com o Villa Nova-MG. Pelo clube, atuou em pouquíssimas oportunidades no Campeonato Mineiro daquele ano.

### Spartak Trnava
Em dezembro de 2016, foi contratado pelo Spartak Trnava, da Eslováquia, até o fim da temporada 2017/18.

### Aposentadoria
Em 20 de outubro de 2017, aos 29 anos, encerrou sua carreira, devido às contusões.

## Drible da foca
Kerlon popularizou o famoso Drible da foca. A jogada se resume a levantar a bola na cabeça, onde os adversários ficam incapazes de pegar a bola sem cometer falta. 
Após demonstrar esse drible, Kerlon tornou-se conhecido como Foquinha por parte da torcida do Cruzeiro. Toda vez que é executada gera certa polêmica na mídia, como ato de insulto/provocação ao jogador oponente.

## Títulos

### Categorias de Base

#### Cruzeiro
- Campeonato Mineiro: 2002 (Pré-Infantil)
- Copa Usiminas: 2002 (Pré-Infantil)
- Vice-campeão Mineiro Infantil: 2003
- Copa Internacional de Promissão Juvenil: 2004
- Copa Integração Juvenil: 2004
- Campeonato Mineiro Juvenil: 2004
- Copa Internacional de Futebol Juvenil de Promissão: 2005

#### Seleção Brasileira de Futebol
- Copa Mundialito do Mediterrâneo 2003, 2004
- Campeonato Sul-Americano de Futebol Sub-17:2005

### Profissional

#### Cruzeiro
- Campeonato Mineiro: 2006

#### AFC Ajax
- Copa dos Países Baixos: 2010

### Prêmios individuais
- Artilheiro do Campeonato Sul-Americano de Futebol Sub-17 em 2005-Venezuela (oito gols em sete partidas)
- Eleito melhor jogador do Campeonato Sul-Americano de Futebol Sub-17 em 2005-Venezuela